# Elecciones generales de Kuwait de 2023
El 6 de junio de 2023 se celebraron elecciones generales anticipadas en Kuwait para elegir a 50 de los 65 miembros de la Asamblea Nacional. Las elecciones tuvieron lugar tras la anulación de los resultados de las elecciones anticipadas de 2022 por parte del Tribunal Constitucional el 19 de marzo de 2023.

## Sistema electoral
Los 50 miembros electos de la Asamblea Nacional son elegidos entre cinco distritos electorales de 10 escaños por un voto único intransferible. Los partidos políticos no tienen licencia oficial, por lo tanto, los candidatos se postulan como independientes, aunque muchos grupos políticos operan libremente como partidos políticos de facto. Todos los ciudadanos kuwaitíes (tanto hombres como mujeres) mayores de 21 años tienen derecho a votar.

## Candidatos
El registro de los candidatos que se presentaron a los 50 escaños tuvo lugar entre el 5 de mayo y el 14 de mayo de 2023. 252 candidatos se registraron para presentarse a las elecciones. Las votaciones finales consistieron en 207 candidatos después de 40 retiros y 5 exclusiones. Esta es la menor cantidad de candidatos desde las elecciones generales de 1975.

## Resultados
Los legisladores reformistas de la oposición no vinculados a la familia gobernante ganaron la mayoría de los escaños. Una mujer fue elegida de entre los 50 miembros. Siete chiitas fueron elegidos en comparación con los nueve en 2022. La primera sesión de la nueva Asamblea Nacional tuvo lugar el 20 de junio.
La participación fue del 59,27 % con 470.369 votantes que participaron de un total de 793.646 votantes registrados, una caída de cuatro puntos en comparación con las elecciones del año pasado debido a las múltiples elecciones que tuvieron lugar en poco tiempo.

### Miembros electos
| Circunscripción              | Candidato                       | Votos  |
| ---------------------------- | ------------------------------- | ------ |
| Primera                      | Abdullah Jassem Al-Mudhaf       | 5,815  |
| Primera                      | Osama Zaid Al-Zaid              | 4,570  |
| Primera                      | Ahmed Haji Larry                | 3,738  |
| Primera                      | Khaled Marzouq Al-Ameera        | 3,575  |
| Primera                      | Hassan Abdullah Johar           | 3,560  |
| Primera                      | Dawood Suleiman Marafi          | 3,434  |
| Primera                      | Essa Ahmad Al-Kandari           | 3,185  |
| Primera                      | Hamad Mohammed Al-Medlej        | 2,888  |
| Primera                      | Osama Essa Al-Shaheen           | 2,869  |
| Primera                      | Adel Jassim Al- Damkhi          | 2,731  |
| Segunda                      | Marzouq Ali Al-Ghanim           | 6,661  |
| Segunda                      | Shuaib Shabaan                  | 5,630  |
| Segunda                      | Abdullah Turki Al-Anbaie        | 3,705  |
| Segunda                      | Falah Dhahi Al-Hajri            | 3,265  |
| Segunda                      | Mohammad Barrak Al-Mutair       | 3,091  |
| Segunda                      | Abdulwahab Aref Al-Issa         | 3,031  |
| Segunda                      | Bader Nashmi El-Enezi           | 2,752  |
| Segunda                      | Fahad Abdulaziz Al-Masoud       | 2,652  |
| Segunda                      | Hamad Mohammad Al-Matar         | 2,432  |
| Segunda                      | Bader Hamed Al-Mulla            | 2,360  |
| Tercera                      | Muhalhal Khaled Al-Mudhaf       | 7,268  |
| Tercera                      | Ahmed Abdulaziz Al-Sadoun       | 6,325  |
| Tercera                      | Abdulkareem Abdullah Al-Kandari | 5,878  |
| Tercera                      | Muhannad Talal Al-Sayer         | 5,772  |
| Tercera                      | Abdulaziz Tareq Al-Saqabi       | 5,730  |
| Tercera                      | Jenan Mohsen Boushehri          | 5,048  |
| Tercera                      | Hamad Adel Al-Obeid             | 4,815  |
| Tercera                      | Faris Saad Al-Otaibi            | 4,796  |
| Tercera                      | Hamad Abdulrrahman Al-Olayan    | 4,782  |
| Tercera                      | Jarrah Khaled Al-Fouzan         | 3,633  |
| Cuarta                       | Bader Sayyar Al-Shammari        | 8,487  |
| Cuarta                       | Mubarak Hammoud Al-Tasha        | 8,376  |
| Cuarta                       | Mutib Ayed Al-Thaydi            | 7,721  |
| Cuarta                       | Mohammad Awadh Al-Ruqaib        | 7,196  |
| Cuarta                       | Mohammed Hayef Al-Mutairi       | 6,966  |
| Cuarta                       | Mubarak Haif Al-Hajraf          | 6,710  |
| Cuarta                       | Abdullah Fahad Al-Enizi         | 6,567  |
| Cuarta                       | Saad Ali Al-Rusheedi            | 6,228  |
| Cuarta                       | Fayez Ghanam Al-Jamhour         | 6,035  |
| Cuarta                       | Shueib Shabab Al-Muweizri       | 5,873  |
| Quinta                       | Saud Abdulaziz Al-Hajri         | 12,784 |
| Quinta                       | Hamdan Salem Al-Azmi            | 10,863 |
| Quinta                       | Khaled Mohammad Al-Otaibi       | 8,028  |
| Quinta                       | Hani Hussein Shams              | 7,644  |
| Quinta                       | Marzouq AlـHubaini Al-Azmi      | 6,775  |
| Quinta                       | Fahad Falah Al-Azmi             | 6,443  |
| Quinta                       | Abdullhadi Nasser Al-Ajmi       | 6,341  |
| Quinta                       | Mohammed Hussain Al-Ajmi        | 6,324  |
| Quinta                       | Majed Mussaed Al-Mutairi        | 6,245  |
| Quinta                       | Mohammad Hadi Al-Huweila        | 6,188  |
| Fuente: KUNA (1, 2, 3, 4, 5) |                                 |        |

## Consecuencias
Después de las elecciones, Ahmed Al-Sadoun fue elegido presidente de la Asamblea Nacional de Kuwait sin oposición, mientras que Mohammed Al-Mutair fue elegido vicepresidente después de obtener 32 votos en comparación con los 14 de Marzouq Al-Hubaini.